# بایانتساگان (بایان‌خونگور)
بایانتساگان (به لاتین: Bayantsagaan) یک منطقهٔ مسکونی در مغولستان است که در استان بایان‌خونگور واقع شده‌است. بایانتساگان ۵٬۳۹۵ کیلومتر مربع مساحت دارد.